# チャーリー・ロウ
チャーリー・ロウ（Charlie Rowe, 1996年4月23日 - ）は、イギリスの俳優。
映画『ライラの冒険 黄金の羅針盤』で、主人公ライラ・ベラクアとその親友であるロジャー・パースロウと対立する少年グループのリーダーを演じた。

## 出演

### 映画
- ライラの冒険 黄金の羅針盤 The Golden Compass (2007) ビリー・コスタ 役
- パイレーツ・ロック The Boat That Rocked (2009) ジェームズ 役
- くるみ割り人形 The Nutcracker in 3D (2009) 王子 役
- わたしを離さないで Never Let Me Go (2010) トミーの少年時代 役
- ネバーランド (2011) テレビ映画、ピーター・パン 役
- "ウォーキングwithダイナソー"　リッキー役
- "Red Band Society" Leo役
- ロケットマン Rocketman (2019)

### テレビドラマ
- 窓際のスパイ Slow Horses (2023)